# Remispora
Remispora — рід грибів родини Halosphaeriaceae. Назва вперше опублікована 1944 року.